# Director de coro

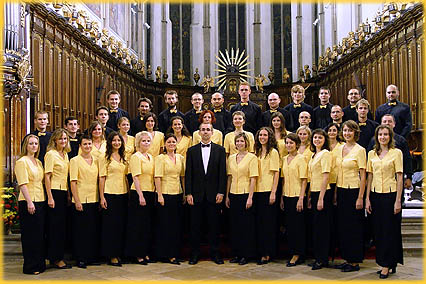
Coro con su director al frente.

En el mundo de la música clásica, el director de coro es el músico encargado de preparar y coordinar las diferentes cuerdas (o voces) de un coro o conjunto coral, con el fin de interpretar una obra musical. El director es el único músico-intérprete “silencioso” ya que su interpretación de una obra es realizada por medio de otras personas, podríamos decir, entonces, que no es un ser independiente. 
Su función principal es unificar una serie de elementos (melódicos, armónicos, rítmicos, contrapuntísticos, de dinámica e interpretación, entre otros) que una vez incorporados e internalizados deberá poder transmitirlos al coro. Quien escucha, debe percibir una unidad de mensajes. Para ello es de vital importancia el dominio previo de la obra, basado en el estudio técnico, analítico y emocional de la misma. El/la director/a debe concebir una imagen auditiva previa al ensayo (aunque luego la modifique), y tratar de obtenerla en el grupo. Busca y se forma un concepto de la obra, y comunica a través de gestos y palabras (la última solamente en ensayos), su concepción de la misma. El coreuta produce el sonido. 

## Técnicas de Dirección
El gesto
Trabaja todo el brazo en un movimiento armónico. Cuando dirigimos, todo el brazo se está moviendo armónicamente, naciendo ese movimiento en la espalda. Es necesario ejercitar la independencia de brazos, juntamente con la relajación; la dirección espejada es más confusa y limitada.    
Marcación de tiempos
Los códigos son necesarios 4 cruz; 3 triángulo; 2 alla breve; 1 hilo.   . Todos los puntos de la figura se hallan en la misma línea de inflexión. El primer tiempo siempre va hacia abajo y el último hacia arriba. La velocidad de los movimientos no es igual, sin embargo hay que lograr que la ilusión sea igual porque las distancias no lo son. El movimiento debe ser continuo, armónico. El cambio de dirección del brazo debe ser hacia la dirección contraria. Todos los lados de cualquier figura pueden ser divididos. Es está división la que nos da la posibilidad de llegar a mediciones más pequeñas. Todas las subdivisiones se hacen en el mismo punto.    
El ataque
Consta de dos elementos o gestos: Un gesto preventivo (levare o “arsis”). Un gesto resolutivo (ataque propiamente dicho o “tesis”) el “levare” es quizás uno de los movimientos más importantes para un/a director/a, ya que es el impulso que va a indicar la velocidad, la intensidad, el carácter, el modo de ataque y la articulación a lo largo de la obra. La presencia es una característica sumamente importante para un/a director/a  y es la base para poder motivar a los coreutas. Esto significa: pararse derecho y tener contacto visual con tu coro. Así te darás cuenta cómo reaccionan y señalas el interés en ellos. Mantener una posición fija. Siempre estar con todos los sentidos activos. Hablar fuerte y claro. Canta y pronuncia el texto claramente con expresión agradable y fluida sin perder la posición.
No parecer agitado, siempre debe ser un polo de calma, no de ansiedad ni estrés. Permanecer siempre en el trabajo y no dejarse influenciar por aquellos aspectos del grupo que se alejen del ensayo.

## Responsabilidad de la técnica vocal
Algo importante a tener en cuenta y que se debe ser consciente antes de comenzar a dirigir es que el/la director/a es el responsable tanto del sonido final del coro así como de su técnica y su salud vocal. Es común encontrar coreutas que luego de años de cantar, han “gastado” su voz a partir de una mala utilización de la misma. Para evitar esto es de vital importancia que los miembros del coro entiendan cómo funciona su voz y como deben de aplicarla. 
El primer paso antes de comenzar la actividad es el calentamiento de la voz. Así como en el deporte se tienen que calentar los músculos que van a ser usados, con ejercicios de estiramiento y de tensión ligera, el canto debe tratarse de la misma manera. A través de ejercicios específicos, se pueden mejorar las capacidades técnicas vocales y corregir errores o vicios ya adquiridos. Ejercicios divertidos y útiles van a ayudar a iniciar el ensayo con otra predisposición y motivación. 
Siempre es recomendable iniciar con ejercicios de respiración, de esta manera el cuerpo comenzará a ponerse en funcionamiento sin ningún esfuerzo de más.
Después de haber calentado unos minutos con ejercicios de respiración, es importante que no sea de inmediato algo que exija mucha tensión. En otras palabras, no exagerar en los extremos del registro o del volumen. A medida que va avanzando el calentamiento, se pueden ir complejizando cada vez más los ejercicios pero teniendo en cuenta que es solo un calentamiento y que el ensayo recién está comenzando. 

## Elección de los ejercicios
Lo más importante para la elección de los ejercicios es la finalidad de estos. Podemos tomar como referencia los siguientes criterios: Ejercicios de fácil comprensión (breve ensayo = más motivación)
Motivación: Secuencias armónicas, sensaciones auditivas, ejercicios con dificultad en la pronunciación o incluso con swing o palabras chistosas. Expresión/dinámica: En ejercicios fáciles se puede jugar más con estos dos conceptos y así hacer más sensible al coro a las diferentes variantes del tempo y formas de cantar.   
CONSEJOS PRÁCTICOS E IDEAS GENERALES:
- El ritmo interno es muy importante. No estricto, pero claro en nuestro cuerpo. Libre, relajado.

- El gesto va en función de la música.

- El cuerpo es un recurso que hay que entrenar pero no es todo.

- No obsesionarse con el problema técnico, sino tener en claro en claro qué pretendo de la obra.

- La comunicación gestual es indispensable para hacerse entender. El cuerpo y el gesto deben ser coherentes para lograr un resultado musical.

- El director debe automatizar sus movimientos para poder “escuchar” al coro.

- Luego de enseñar la enseñar la obra, ESCUCHAR, no cantar cuando dirijo (cuanto más cosas hago, más condenado estoy a seguir haciéndolo).

- Todos los gestos del director/a son anticipados. Pensados previamente.

- El/la director/a induce el sonido, nada de lo que haga en el momento del sonido, influye para transformarlo.

- Marcar solamente entradas y cortes es muy mecánico, es importante superar ello y transmitir emociones. En vez de marcar siempre tiempos, ser más sutil.

- Energía y postura constante, que no se desarme la dirección, no retirarse de la obra, de la emoción que se va transmitiendo.

- En los finales de obra: no desarmarse, mantener el clima unos segundos.

- Cuidado con bajar la mirada a la partitura, no hacerlo en momentos importantes de contacto visual con el coro.